# Mpassa
Mpassa (fra. Rivière Mpassa) je rijeka u Gabonu, pritok Ogooué.
Prolazi kroz grad Franceville. Njen glavni pritok je rijeka Ndjoumou. Mpassa izvire na visoravni Batéké blizu granice s Republikom Kongo.

## Vanjske poveznice
|  | Zajednički poslužitelj ima još gradiva o temi Mpassa |